# 施洛斯貝格山 (施瓦爾岑巴赫)
47°38′5″N 16°20′32″E / 47.63472°N 16.34222°E

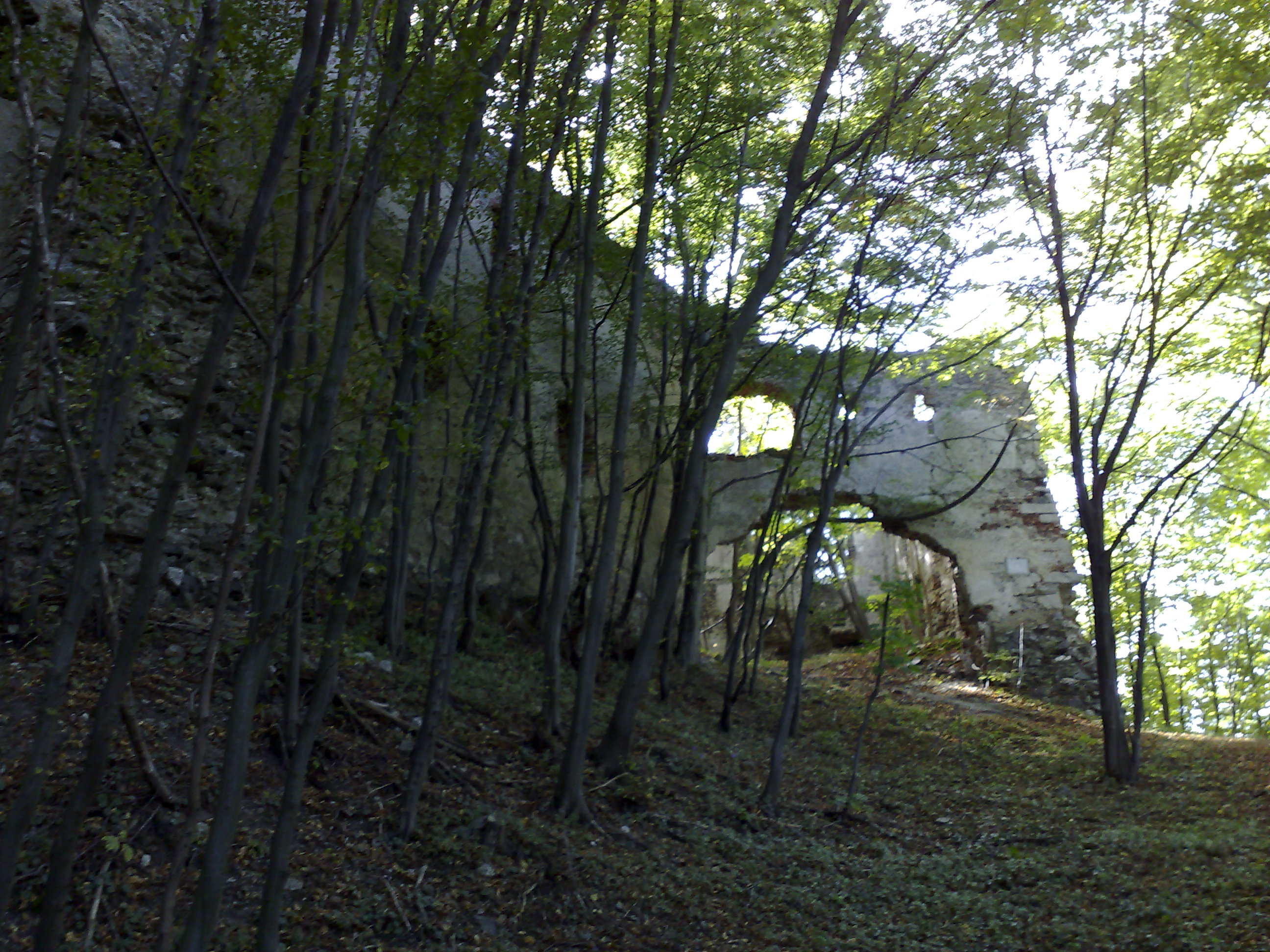

施洛斯貝格山（德語：Schlossberg），是奧地利的山峰，位於該國東北部，由下奧地利州負責管轄，處於施瓦爾岑巴赫以西，海拔高度530米，城堡廢墟聳立在北坡上。